# Kornfeld Móric
Báró Kornfeld Móric (Budapest, 1882. december 30. – Washington DC, USA, 1967. november 4.) közgazdász, nagyiparos, bankár, politikus, iregi földbirtokos. 1927-től 1944-ig a Felsőház tagja.

## Életpályája
Apja, báró Kornfeld Zsigmond, a Magyar Általános Hitelbank vezérigazgatója volt, aki bárói címet szerzett 1909. február 22-én Ferenc József magyar királytól.
A Ganz-Danubius Gyár igazgatója, majd vezérigazgatója volt 1905 és 1918 között, majd az 1920-as évektől a Weiss Manfréd Művek igazgatója. 1927-ben apja emlékére megalapította a Magyar Szemle Társaságot.
A katolikus vallású zsidók érdekvédelmi szervezetének, a Szent Kereszt Egyesületnek alapítója. Az egyesület a holokauszt idején több száz ember életét mentette meg. Sógorával, Chorin Ferenccel együtt megteremtette a Magyar Nemzet című náciellenes újság kiadásának anyagi alapjait. Budapesten nősült 1913. június 6-án.
Egyike volt azoknak, akiket a második világháború alatt, Magyarország német megszállása után a Gestapo elfogott, és Németországba szállított. Később semleges területre menekítették a családjával együtt, gazdasági érdekeltségeinek átadása fejében.
Fia Kornfeld Tamás, aki fiatalon Pécsett tanult, később az Egyesült Államokban orvostanhallgató, ahol később tankönyveket is írt, és aneszteziológia-professzorként dolgozott.

## Műve
- Trianontól Trianonig Tanulmányok, dokumentumok (Közreadja Széchenyi Ágnes, Corvina Kiadó Kft, 2006) ISBN 963-13-5546-2